# Ділеу-Векі
Ділеу-Векі (рум. Dileu Vechi) — село у повіті Муреш в Румунії. Входить до складу комуни Огра.
Село розташоване на відстані 265 км на північний захід від Бухареста, 21 км на південний захід від Тиргу-Муреша, 64 км на південний схід від Клуж-Напоки, 135 км на північний захід від Брашова.

## Населення
За даними перепису населення 2002 року у селі проживали 239 осіб.
Національний склад населення села:
| Національність | Кількість осіб | Відсоток |
| -------------- | -------------- | -------- |
| румуни         | 109            | 45,6%    |
| угорці         | 105            | 43,9%    |
| цигани         | 25             | 10,5%    |

Рідною мовою назвали:
| Мова      | Кількість осіб | Відсоток |
| --------- | -------------- | -------- |
| румунська | 109            | 45,6%    |
| угорська  | 105            | 43,9%    |
| циганська | 25             | 10,5%    |